# Crème brûlée

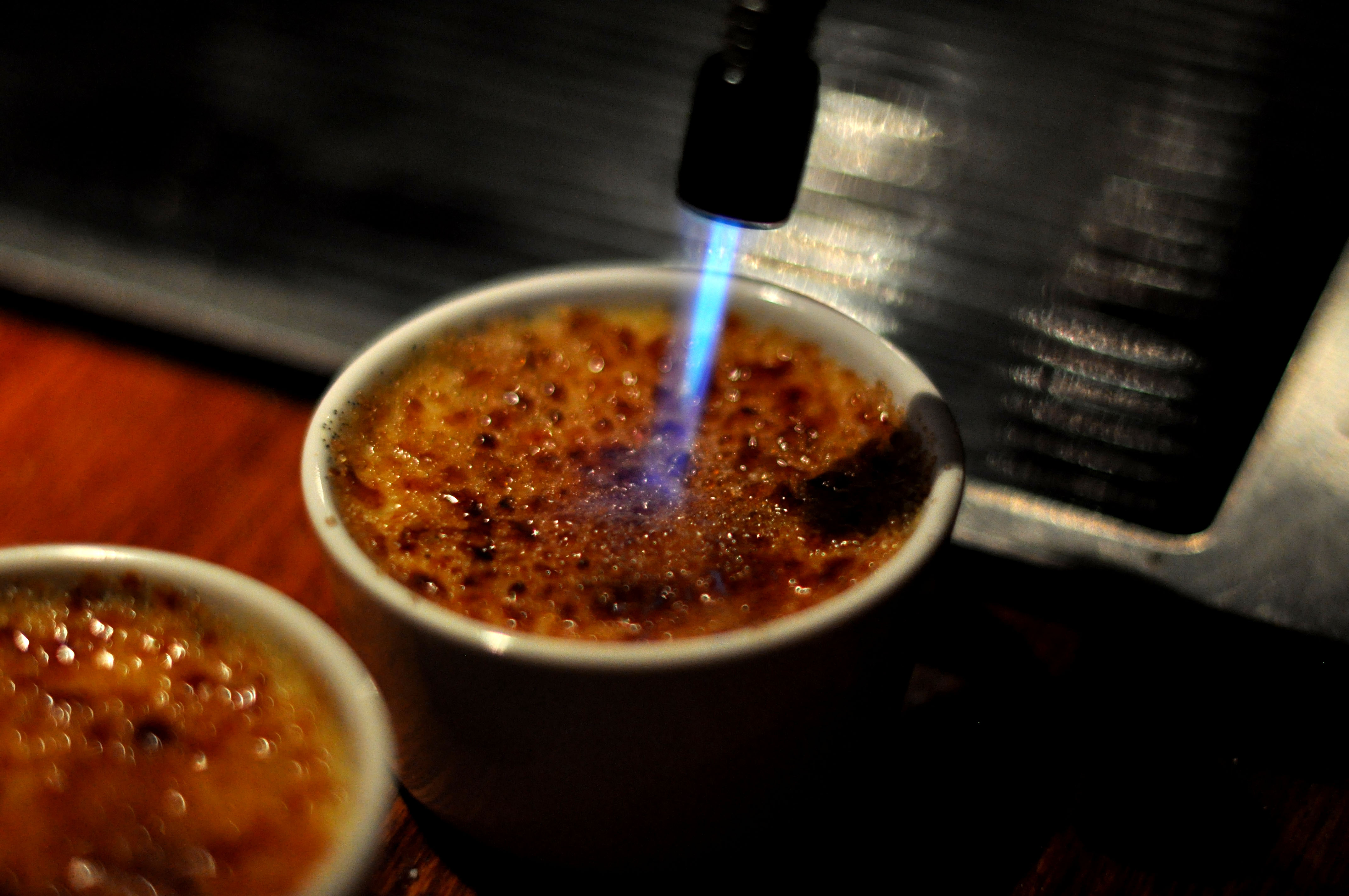
Crème brûlée: caramelización con soplete de uso culinario.

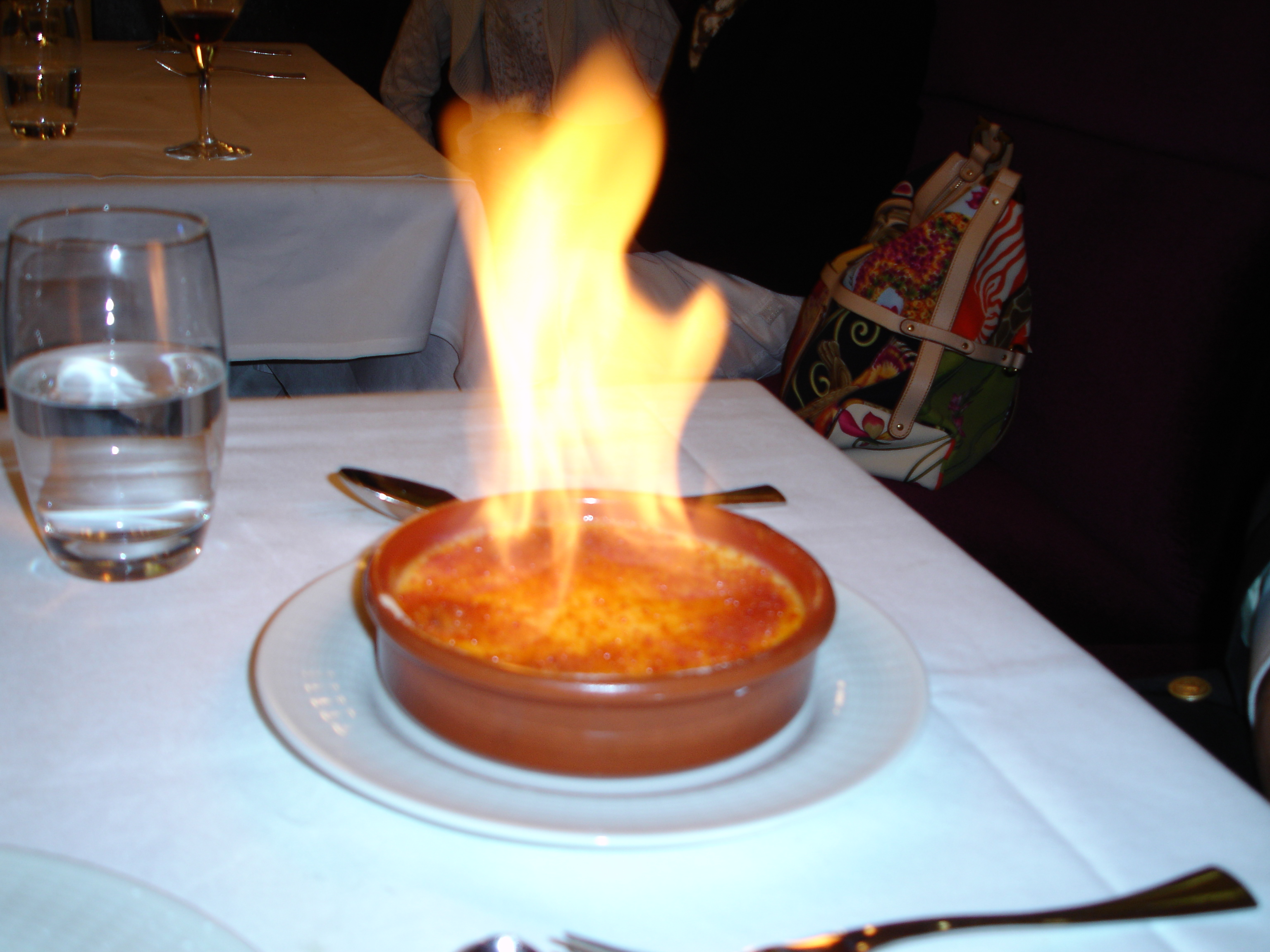
Crème brûlée flameada.

La crème brûlée («crema quemada» en español; pronunciación IPA: [kʁɛm bʁy le] en francés) es un postre francés que consiste en una crema cuya superficie se ha espolvoreado de azúcar con el fin de quemarlo y obtener así una fina capa crujiente de caramelo. Se prepara y sirve en recipientes individuales como el ramekin o en cazuelas muy pequeñas. Se aromatiza a menudo con vainilla o un licor.

## Preparación
Se realiza en tres etapas, la primera incluye la cocción de los ingredientes en el fuego: leche o crema espesa, yemas y azúcar. Se aromatiza con vainilla o canela y limón. La segunda horneado. En la tercera la caramelización del azúcar  que se ha espolvoreado en esta etapa para formar una costra dura. De esta forma contrasta la suavidad de la crema con su corteza.

## Orígenes

### François Massialot
Se considera que la primera mención de la crème brûlée aparece en Francia, en el libro de cocina Nouveau cuisinier royal et bourgeois de François Massialot, publicado en 1691. La crema empleada entonces era a base de yema de huevo y leche con una pizca de harina. Este cocinero de Felipe I de Orleans precisa en su recetario que: "Es necesario echar bastante azúcar encima, a parte del azúcar que se echa dentro: se coge la paleta del fuego, al rojo vivo; y a la vez se quema con ella la crema a fin de que coja un hermoso color oro.
El libro fue traducido al inglés como The Court and Country Cook y publicado en 1702. Tuvo muchas reediciones y fue utilizado por los chefs profesionales anglosajones hasta mediados del siglo XVIII.

### François Pierre de La Varenne
Parece sin embargo que Massialot retomó y perfeccionó dos recetas descritas por François Pierre de La Varenne 40 años antes en El cocinero francés, publicado en 1651. Ambas cremas, llamadas respectivamente "huevos con leche" y "huevos a la crema", se elaboraban cociendo una mezcla de huevos batidos, leche o nata, un poco de mantequilla (en la receta con leche), sal y azúcar. Una vez cuajadas, se les "daba color con la paleta del fuego", y se espolvoreaba azúcar en el momento de servir.
El quemado de la superficie de un plato con un hierro al rojo vivo para darle color aparece en otras recetas del mismo libro, como en los oeufs au miroir de crème (huevos en espejo de crema), en el ramequin de fromage (tosta de queso) y el ramequin d'oignon (tosta de cebolla), por lo que esta costumbre no se limitaba a las cremas.

### España e Inglaterra
En España, este postre se sirve tradicionalmente en la comida del día del padre (San José, 19 de marzo) en el País Vasco, y su relleno en numerosos pasteles, cocas, con fruta o en otros postres más o menos elaborados. También ha inspirado a la variante de turrón llamada "de yema". Algunos autores sostienen que la crème brûlée podría ser una evolución de la crema catalana, que aparece en los recetarios medievales catalanes Llibre de Sent Soví  (siglo XIV) y Llibre del Coch (siglo XVI). Sin embargo las recetas que aparecen en esos dos libros no tienen mucho que ver con las recetas modernas, se hacían con pan y no se quemaba la superficie del postre. Aparecen con el nombre de Llet malcuita y se describen así "Si quieres hacer llet malcuita espesa, ponla al fuego, y mide huevos y un poco de pan, y tímala. Y cuando deberá hervir, quítala del fuego y pasalas a escudellas".
En el Reino Unido, está asociado con el Trinity College, Cambridge, donde tradicionalmente se sirve este postre con las armas heráldicas del colegio sobre su superficie exterior donde "imprimen sobre la capa crujiente de caramelo" con un hierro candente.  Fue introducido en el Trinity College en el año 1879, algunos libros de cocina reclaman un origen más antiguo.